# Église Saint-Médard de Saint-Mard (Aisne)
L'église Saint-Médard est une église située à Saint-Mard, en France.

## Description
L'église est construite selon un parti assez régulier. La nef et les bas-côtés sont aujourd'hui couverts du même toit à longs pans. Les bas-côtés ont des bancs de pierre. La croisée du transept est surmontée du clocher massif et peu élevé, couvert à deux pans, qui se détache à peine des autres parties, et prolongée d'une profonde abside semi-circulaire. Les quatre piliers carrés du chœur et de l'abside flanqués de colonnes et de colonnettes engagées sont remarquables par leur forme et par la sculpture de leurs chapiteaux.

### Mobilier
- Tombeau de Léon Rostan médecin, célèbre de son temps[2] et de Valentine Armand d'Ablancourt[3].
- Fonts baptimaux[4] du XIIIe siècle.
- Pierre tombale de Renault de Mailly[5], curé de Saint-Mard décédé en 1677 dans le mur du transept gauche.
- Les sculptures du tympan[6] décrivant la vie de st Médard du XIIIe siècle.
- Le maitre-autel[7] de Robert Chaleil, en collaboration avec Lucien Sallez, à la forme simple et épurée, seulement paré d'un décor peint agrémenté de mosaïque de style Art déco de 1931.
- Une statue en bois polychrome de la Vierge[8] du XVie siècle.

## Localisation
L'église est située sur la commune de Saint-Mard, dans le département de l'Aisne.

## Historique
L'église date du milieu du XIIIe siècle. Sous l'Ancien Régime, la paroisse relevait du diocèse de Soissons, Archidiaconé de la Chrétienté et doyenné de Vailly). Fin XIXe mademoiselle Rostan versait d'importantes sommes pour relevé le monument abîmé par l'outrage des ans. Elle fut très endommagée lors du retrait des troupes allemandes à la fin de l'été 1918 l'église est restaurée sous la conduite de l'architecte des Monuments historiques Lucien Sallez de 1921 à 1925, puis de 1930 à 1932, tandis qu'Émile Brunet et Jean Trouvelot interviennent sur la maçonnerie et la couverture du transept en 1927. Robert Chaleil, architecte de la coopérative diocésaine de reconstruction des églises, conduit le chantier sur place. L'église est à nouveau bénite le 23 octobre 1932. Durant les combats de mai et juin 1940, l'église est à nouveau victime d'une torpille qui détruit les voûtes de la première travée de la nef et du bas-côté et cause des dégâts sur la façade occidentale. Jules Kaehrling puis Jean Trouvelot sont chargés des travaux de restauration, respectivement en 1942 et de 1945 à 1948.  

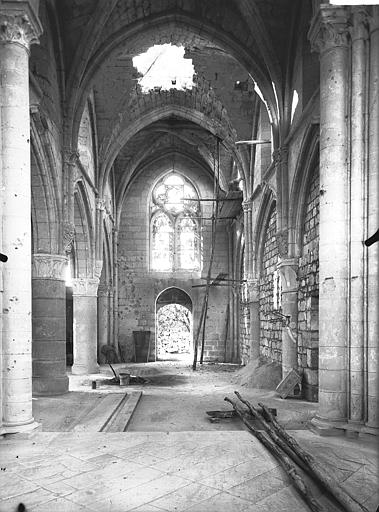
La nef en 1920.

Le monument est classé au titre des monuments historiques en 1920.